# Magnus Norman
Magnus Norman (* 30. května 1976) je tenisový trenér a bývalý švédský profesionální tenista hrající na okruhu ATP v letech 1995–2004. V roce 2000 dosáhl finále na grandslamu French Open a krátce poté byl klasifikován na 2. místě žebříčku ATP. Ve dvouhře zvítězil ve 12 turnajích dvouhry včetně Masters v Římě.
Druhé místo na žebříčku ATP v létě roku 2000 vyplynulo z předchozích dobrých výsledků sezóny, v níž se probojoval do semifinále Australian Open, triumfoval na Rome Masters, kde ve finále přehrál Gustavo Kuertena a zahrál si finále French Open, v němž mu Brazilec oplatil finálovou porážku. Pokles výkonnosti začal na Letních olympijských hrách v Sydney, kde ve 3. kole nestačil na Francouze, pozdějšího bronzového medailistu, Arnauda di Pasquala.
V roce 1998 podstoupil operaci srdeční chlopně. Profesionální kariéru ukončil v roce 2004 pro zranění kolene a kyčelního kloubu.
Do roku 2010 trénoval krajana Robina Söderlinga. V současnosti je trenérem švýcarského tenisty Stana Wawrinky, kterého v roce 2014 dovedl k zisku prvního grandslamového titulu na Australian Open.

## Finálová utkání na velkých turnajích

### Finálová utkání na Grand Slamu

#### Dvouhra: 1 (0-1)
| Stav      | Rok  | Turnaj      | Povrch | Soupeř ve finále | Výsledek              |
| Finalista | 2000 | French Open | antuka | Gustavo Kuerten  | 6–2, 6–3, 2–6, 7–6(6) |

### Finálová utkaní na Masters Series

#### Dvouhra: 1 (1-0)
| Stav  | Rok  | Turnaj | Povrch | Soupeř ve finále | Výsledek           |
| Vítěz | 2000 | Řím    | antuka | Gustavo Kuerten  | 6–3, 4–6, 6–4, 6–4 |

## Finálová utkání na okruhu ATP

### Dvouhra: 18 (12-6)
Vítězství (12)
| Legenda                             |
| Grand Slam (0–1)                    |
| Tennis Masters Cup (0–0)            |
| ATP Masters Series (1–0)            |
| ATP International Series Gold (1–1) |
| ATP International Series (10–3)     |

| Tituly dle povrchu |
| Tvrdý (5–3)        |
| Tráva (0–0)        |
| Antuka (7–1)       |
| Koberec (0–1)      |

| Stav      | Č.  | Datum             | Turnaj                      | Povrch      | Soupeř ve finále    | Výsledek                      |
| Vítěz     | 1.  | 13. července 1997 | Båstad, Švédsko             | antuka      | Juan Antonio Marín  | 7–5, 6–2                      |
| Finalista | 1.  | 19. října 1997    | Ostrava, Česko              | koberec (h) | Karol Kučera        | 2–6 skreč                     |
| Vítěz     | 2.  | 9. srpna 1998     | Amsterdam, Nizozemsko       | antuka      | Richard Fromberg    | 6–3, 6–3, 2–6, 6–4            |
| Vítěz     | 3.  | 25. dubna 1999    | Orlando, USA                | antuka      | Guillermo Cañas     | 6–0, 6–3                      |
| Vítěz     | 4.  | 25. července 1999 | Stuttgart, Německo          | antuka      | Tommy Haas          | 6–7(6), 4–6, 7–6(7), 6–0, 6–3 |
| Vítěz     | 5.  | 1. srpna 1999     | Umag, Chorvatsko            | antuka      | Jeff Tarango        | 6–2, 6–4                      |
| Vítěz     | 6.  | 29 August 1999    | Long Island, USA            | tvrdý       | Àlex Corretja       | 7–6(4), 4–6, 6–3              |
| Vítěz     | 7.  | 10. října 1999    | Šanghaj, Čína               | tvrdý       | Marcelo Ríos        | 2–6, 6–3, 7–5                 |
| Vítěz     | 8.  | 16. ledna 2000    | Auckland, Nový Zéland       | tvrdý       | Michael Chang       | 3–6, 6–3, 7–5                 |
| Vítěz     | 9.  | 14. května 2000   | Řím, Itálie                 | antuka      | Gustavo Kuerten     | 6–3, 4–6, 6–4, 6–4            |
| Finalista | 2.  | 11. června 2000   | French Open, Paříž, Francie | antuka      | Gustavo Kuerten     | 2–6, 3–6, 6–2, 6–7(6)         |
| Vítěz     | 10. | 16. července 2000 | Båstad, Švédsko             | antuka      | Andreas Vinciguerra | 6–1, 7–6(6)                   |
| Vítěz     | 11. | 27. srpna 2000    | Long Island, USA            | tvrdý       | Thomas Enqvist      | 6–3, 5–7, 7–5                 |
| Vítěz     | 12. | 22. října 2000    | Shanghai, Čína              | tvrdý       | Sjeng Schalken      | 6–4, 4–6, 6–3                 |
| Finalista | 3.  | 14. ledna 2001    | Sydney, Austrálie           | tvrdý       | Lleyton Hewitt      | 4–6, 1–6                      |
| Finalista | 4.  | 11. března 2001   | Scottsdale, USA             | tvrdý       | Francisco Clavet    | 4–6, 2–6                      |
| Finalista | 5.  | 6. října 2002     | Tokio, Japonsko             | tvrdý       | Kenneth Carlsen     | 6–7(6), 3–6                   |

### Čtyřhra: 1 (0-1)
Finalista (1)
| Č. | Datum         | Turnaj       | Povrch | Spoluhráč          | Soupeři ve finále           | Výsledek |
| 1. | 5. ledna 1997 | Dauha, Katar | tvrdý  | Patrik Fredriksson | Jacco Eltingh Paul Haarhuis | 6–3, 6–2 |

## Chronologie výsledků ve dvouhře
| Legenda | Legenda                                   | Legenda | Legenda                     |
| ------- | ----------------------------------------- | ------- | --------------------------- |
| SR      | poměr vyhraných turnajů ku všem odehraným | W–L V–P | výhry–prohry                |
| NH      | daný rok se turnaj nekonal                | A       | turnaje se hráč nezúčastnil |
| 1Q / LQ | prohra v (kole) kvalifikace               | 1k / 1R | prohra v daném kole turnaje |
| QF / ČF | prohra ve čtvrtfinále                     | SF      | prohra v semifinále         |
| F       | prohra ve finále                          | Vítěz   | vítězství v turnaji         |

| Turnaj                     | 1992  | 1993  | 1994  | 1995  | 1996  | 1997  | 1998  | 1999  | 2000  | 2001  | 2002  | 2003  | Celkově SR | Celkově výhry-prohry |
| -------------------------- | ----- | ----- | ----- | ----- | ----- | ----- | ----- | ----- | ----- | ----- | ----- | ----- | ---------- | -------------------- |
| Australian Open            | A     | LQ    | LQ    | A     | 1k    | 1k    | 1k    | 2k    | SF    | 4k    | A     | A     | 0 / 6      | 9–6                  |
| French Open                | A     | A     | A     | A     | 2k    | QF    | 2k    | 1k    | F     | 1k    | 1k    | 1k    | 0 / 7      | 12-7                 |
| Wimbledon                  | A     | A     | A     | A     | A     | 3k    | 1k    | 3k    | 2k    | A     | A     | A     | 0 / 4      | 5–4                  |
| US Open                    | A     | A     | A     | A     | A     | 2k    | 2k    | 4k    | 4k    | A     | 1k    | 1k    | 0 / 6      | 8–6                  |
| Grand Slam SR              | 0 / 0 | 0 / 0 | 0 / 0 | 0 / 0 | 0 / 2 | 0 / 4 | 0 / 4 | 0 / 4 | 0 / 4 | 0 / 2 | 0 / 2 | 0 / 2 | 0 / 24     | N/A                  |
| Grand Slam výhry-prohry    | 0-0   | 0-0   | 0-0   | 0-0   | 1-2   | 7-4   | 2-4   | 6-4   | 15-4  | 3-2   | 0-2   | 0-2   | N/A        | 34-24                |
| Tennis Masters Cup         | A     | A     | A     | A     | A     | A     | A     | A     | RR    | A     | A     | A     | 0 / 1      | 0–3                  |
| Indian Wells Masters       | A     | A     | A     | A     | A     | A     | 2k    | A     | QF    | 1k    | A     | LQ    | 0 / 3      | 4–3                  |
| Miami Masters              | A     | A     | A     | A     | A     | A     | 1k    | 2k    | 3k    | 3k    | A     | LQ    | 0 / 4      | 3–4                  |
| Monte-Carlo Masters        | A     | A     | A     | A     | A     | A     | 2k    | A     | 2k    | 2k    | 1k    | 3k    | 0 / 5      | 5–5                  |
| Rome Masters               | A     | A     | A     | A     | LQ    | A     | 2k    | A     | W     | 1k    | 1k    | 1k    | 1 / 5      | 7–4                  |
| Hamburg Masters            | A     | A     | A     | A     | A     | A     | 1k    | A     | QF    | 2k    | A     | A     | 0 / 3      | 4–3                  |
| Canada Masters             | A     | A     | A     | A     | A     | A     | A     | A     | 1k    | 2k    | 1k    | A     | 0 / 3      | 1–3                  |
| Cincinnati Masters         | A     | A     | A     | A     | A     | A     | A     | A     | 2k    | 1k    | 1k    | A     | 0 / 3      | 1–3                  |
| Madrid Masters (Stuttgart) | 1k    | A     | LQ    | A     | A     | A     | 2k    | 3k    | 3k    | A     | 2k    | A     | 0 / 5      | 3–5                  |
| Paris Masters              | A     | A     | A     | A     | A     | 2k    | 2k    | 1k    | 2k    | A     | A     | A     | 0 / 4      | 2–4                  |
| Titulů celkem              | 0     | 0     | 0     | 0     | 0     | 1     | 1     | 5     | 5     | 0     | 0     | 0     | N/A        | 12                   |
| Tvrdý výhry-prohry         | 0–0   | 0–0   | 0–0   | 0–0   | 6–6   | 9-10  | 6-13  | 22-10 | 39-16 | 19-12 | 7-10  | 5–7   | N/A        | 113-84               |
| Tráva výhry-prohry         | 0–0   | 0–0   | 0–0   | 0–0   | 0–0   | 2–2   | 2–2   | 2–3   | 1–1   | 0–0   | 0–0   | 0–0   | N/A        | 7–8                  |
| Koberec výhry-prohry       | 0–1   | 0–0   | 0–0   | 0–0   | 0–0   | 11-7  | 3–3   | 0–1   | 0–1   | 1–1   | 0–0   | 0–0   | N/A        | 15-14                |
| Antuka výhry-prohry        | 0–0   | 0–0   | 0–0   | 3–2   | 7–4   | 20-7  | 17-13 | 20-8  | 27-7  | 5–9   | 5–9   | 5-12  | N/A        | 109-71               |
| Celkem výhry-prohry        | 0-1   | 0-0   | 0-0   | 3-2   | 13-10 | 42-26 | 28-31 | 44-22 | 67-25 | 25-22 | 12-19 | 10-19 | N/A        | 244-177              |
| Žebříček (konec roku)      | 690   | 588   | 1003  | 170   | 86    | 22    | 52    | 15    | 4     | 49    | 107   | 125   | N/A        | N/A                  |